# Tartu (municipio)
Tartu —en estonio: Tartu linn— es un municipio urbano de Estonia, ubicado en el condado de Tartu. Está compuesto por la ciudad de Tartu y la antigua parroquia de Tähtvere, que limita con la ciudad al noroeste. Antes de la reforma administrativa de 2017, Tartu mantuvo negociaciones con todas las parroquias vecinas, siendo finalmente Tähtvere la única que aceptó la fusión. El municipio queda así separado de la vecina parroquia de Tartu.

## Administración
El consejo municipal está compuesto por 49 miembros, elegidos por los residentes cada cuatro años mediante un sistema de representación proporcional.
El poder ejecutivo del gobierno de la ciudad lo integran un alcalde y cinco vicealcaldes. El alcalde actual es Urmas Klaas. Andrus Ansip, primer ministro de Estonia entre 2005 y 2014, fue alcalde de Tartu de 1998 a 2004. Posteriormente, el cargo fue ocupado por otros políticos que también llegaron a ser ministros del gobierno, como Laine Jänes y Urmas Kruuse. Todos ellos pertenecen al Partido Reformista Estonio, que ha mantenido el dominio político en Tartu desde 1998.